# Magnetisk rekonnektion
Magnetisk rekonnektion eller magnetisk omkoppling (engelska magnetic reconnection) är i plasmafysiken en process där energi bunden i ett magnetfält frigörs och omvandlas till rörelseenergi och värme. Vid rekonnektion kan stora mängder energi som lagrats under lång tid frigöras på mycket kort tid, och därmed driva spektakulära rymdplasmafenomen som koronamassutkastningar, flarer och geomagnetiska substormar.
Stundtals används benämningen magnetisk återkoppling, vilken kan leda till sammanblandning med det systemteoretiska begreppet återkoppling, vanligt använd inom reglerteknik och fysik, och därför bör undvikas.

## Beskrivning

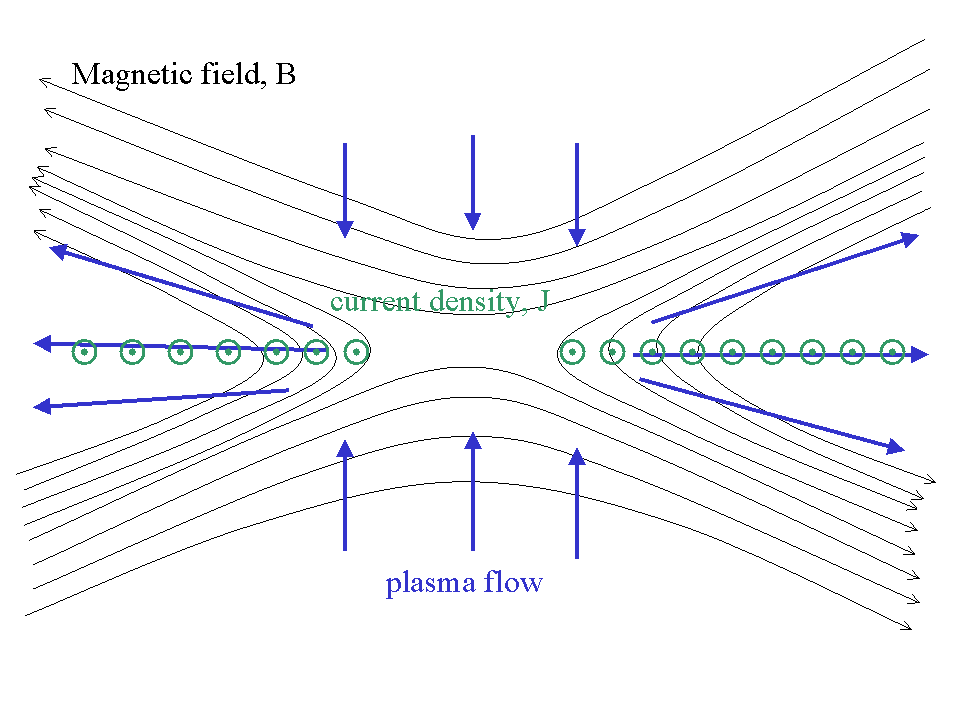
Rekonnektion.

Beteckningen rekonnektion kommer från en mental bild av processen, där magnetiska fältlinjer "klipps av" varefter ändarna "återknyts", på engelska reconnects. Fältlinjer är bara idealiseringar, inte verkligt existerande fysikaliska objekt, och dessutom kan de på grund av Gauss lag inte ha några ändar. Trots detta fungerar den mentala bilden för att beskriva vad som händer när plasman med motriktade magnetiska fält möts, som i bilden till höger, där magnetfältet (svarta kurvor med pilar) är riktat åt vänster i övre halvan och åt höger i nedre. Magnetfältet "infruset" i plasmat överallt utom i mitten av "krysset", där rekonnektion pågår. Plasma med vidhängande magnetfältlinjer flödar in (blå pilar) mot rekonnektionsområdet uppifrån och nerifrån. Rekonnektionen i mitten ger magnetfältlinjer med förändrad geometri (de går nu i vertikal snarare än horisontell ledd), och plasmat flödar ut åt sidorna. I processen omvandlas energi som varit lagrad i magnetfältet till rörelseenergi: plasmat som strömmar ut accelereras och värms upp.